# 인왕중학교
인왕중학교(仁王中學校)는 대한민국 서울특별시 서대문구 홍제동에 있는 공립 중학교이다.

## 학교 연혁
- 2010년 1월 7일 : 인왕중학교 설립 인가
- 2010년 3월 1일 : 초대 김원기 교장 취임
- 2010년 3월 2일 : 제1회 입학식(275명) 8개 학급
- 2012년 3월 1일 : 서울형혁신학교 운영, 선진형교과교실제 운영
- 2013년 2월 7일 : 제1회 졸업식(남 153명, 여 132명)
- 2020년 9월 1일 : 제4대 신명숙 교장 취임
- 2023년 1월 4일 : 제11회 졸업식(졸업생 148명, 총 2,233명)
- 2023년 3월 2일 : 제14회 입학식(133명)

## 참고 자료
- 인왕중학교 - 한국교육학술정보원 학교알리미